# Quell'oscuro oggetto del desiderio
Quell'oscuro oggetto del desiderio (Cet obscur objet du désir) è un film del 1977 diretto da Luis Buñuel.
Si tratta dell’ultimo film diretto dal regista spagnolo.
Ambientato in Spagna e Francia sullo sfondo di un'insurrezione terrorista, il film racconta la storia di Mathieu, facoltoso cinquantenne francese innamorato di una diciottenne che ripetutamente ne frustra i desideri romantici e sessuali.
Scritto da Buñuel col suo collaboratore di lungo corso Jean-Claude Carrière, si basa molto liberamente sul romanzo francese La donna e il burattino (La femme et le pantin) (1898) di Pierre Louÿs; il titolo stesso deriva da una frase del libro "quel pallido oggetto del desiderio" cui viene cambiato l'aggettivo.
La particolarità del film è che due attrici, Carole Bouquet e Ángela Molina, si alternano nel ruolo di Conchita: diverse non solo nel fisico, ma anche nel temperamento, si avvicendano senza un criterio preciso, col risultato di accrescere spessore e mistero al personaggio.

## Trama
Mathieu sta tornando in treno a Parigi; raggiunge la stazione e nel frattempo cerca di allontanarsi da Conchita, una ballerina spagnola con la quale ha una relazione, che porta i suoi averi in una fodera di cuscino insanguinata. Mathieu, per ragioni ignote, li distrugge. Quando il treno è pronto per partire, Mathieu scopre che Conchita, pesta e fasciata, sta cercandolo sicché le getta in testa una secchiata d'acqua per dissuaderla, ma senza esito: lei sale ugualmente a bordo.
I suoi compagni di scompartimento assistono ai suoi rudi gesti: una madre con la figlia, un giudice che è accidentalmente amico del cugino di Mathieu e uno psicologo nano. Gli chiedono conto di un simile atto e lui spiega la storia del suo tumultuoso ménage con Conchita. A fare da scenario bombardamenti, rapine e sparatorie di natura terroristica. Conchita, diciottenne, spiega a Mathieu di essersi votata alla castità fino al matrimonio, tuttavia lo induce in tentazione con promesse sensuali che non mantiene in quanto lo ama. Anche quando è a letto con lui, indossa dei pantaloncini difficili da slacciare, tanto che Mathieu alla fine vi rinuncia preso dallo sconforto.
I continui capricci di Conchita gli provocano frustrazione e smarrimento e sono causa di continue rotture. Volendo chiudere definitivamente il rapporto con Conchita, Mathieu chiede aiuto al suo amico, che vanta una posizione influente nella Polizia e che fa subito espellere dalla Francia sia Conchita che sua madre. Ma Mathieu, intuendo che Conchita sia ritornata a Siviglia dov'è nata, la raggiunge ritrovandola mentre lavora come ballerina di flamenco in un locale. Durante una pausa dello spettacolo, Conchita si scusa dicendo di dovere salire in camerino per riposarsi mezz'ora, ma una collega del locale avverte Mathieu che Conchita è andata a fare tutt'altro, invitandolo a salire per verificare di persona. Al piano superiore, infatti, Mathieu trova Conchita che balla nuda per dei turisti: irrompe nella stanza cacciando tutti via in malo modo e arrabbiandosi molto. Ma, come al solito, dopo qualche sua moina, si intenerisce promettendole di comprarle una casa a Siviglia. Ottenuta la casa, Conchita gli confida di essersi beffata di lui, di odiarlo e di averlo sempre trovato ripugnante. In seguito la ragazza tenta una riconciliazione insistendo che il rapporto fosse stato in realtà simulato e che il suo presunto amante altri non era che un amico omosessuale. Mathieu, in preda alla rabbia, la picchia.
Mathieu ha appena terminato il racconto ai compagni di viaggio, quando Conchita lo raggiunge nello scompartimento versandogli una secchiata d'acqua. Anche questa volta la coppia si riappacifica e, camminando mano nella mano, se ne va a spasso per le strade parigine. In quel mentre l'altoparlante annuncia una strana alleanza di gruppi di estrema sinistra che assieme ai "Gruppi Armati Rivoluzionari del Bambin Gesù" intendono disseminare il panico nella società con attacchi terroristici e che, di tutta risposta, svariati gruppi d'estrema destra contrattaccheranno. La coppia prosegue la passeggiata finché non si ferma davanti alla vetrina di una sarta intenta a rammendare un velo insanguinato; iniziano a parlare quando una bomba esplode, forse uccidendoli.

## Produzione

### Sceneggiatura
La sceneggiatura è stata scritta da Buñuel e Carrière durante un soggiorno in Messico (luogo di scrittura per il regista). Già negli anni cinquanta aveva redatto un adattamento del romanzo con protagonisti Vittorio De Sica e Mylène Demongeot ma il progetto fu abortito. 
 La Demongeot ricorda nelle sue memorie: 
 « Incontro Juan Luis Buñuel, il figlio di Luis, 
 - Lo sai che mio padre voleva lavorare con te? Me l'ha detto lui. Era stato contattato per mettere in scena La Femme et le Pantin. Il soggetto gli interessava molto. Aveva dato la sua disponibilità a un patto. Che potesse avere Mylène Demongeot come interprete. Il produttore rifiutò. Il film era per la Bardot che aveva sotto contratto. E Buñuel rimpiazzato da Duvivier si ritirò dal progetto! A causa mia!» 
 Il regista aveva ingaggiato dapprima Maria Schneider per il ruolo di Conchita, ma un'incompatibilità caratteriale lo spinse ad esonerarla dopo un mese dall'inizio delle riprese.

## Riconoscimenti
- National Board of Review Awards 1977: miglior film straniero, miglior regista

## Altre versioni cinematografiche
Dallo stesso romanzo sono stati tratti in precedenza i seguenti film:
- La donna e il burattino, diretto da Reginald Barker (1920)
- Conchita (La Femme et le Pantin), diretto da Jacques de Baroncelli (1929)
- Capriccio spagnolo (The Devil Is a Woman), diretto da Josef von Sternberg (1935)
- Laabet el sitt, diretto da Wali Eddine Sameh (1946)
- Femmina (La Femme et le Pantin), diretto da Julien Duvivier (1959)